# Шюльп-бай-Рендсбург
Шюльп-бай-Рендсбург (нім. Schülp bei Rendsburg) — громада в Німеччині, розташована в землі Шлезвіг-Гольштейн. Входить до складу району Рендсбург-Екернферде. Складова частина об'єднання громад Єфенштедт.
Площа — 10,71 км2. Населення становить 1103 ос. (станом на 31 грудня 2020).